# Cixius culta
Cixius culta är en insektsart som beskrevs av Ball 1902. Cixius culta ingår i släktet Cixius och familjen kilstritar. Inga underarter finns listade i Catalogue of Life.